# Pierre Pagot
Pour les articles homonymes, voir Pagot.
Pierre Pagot est un homme politique français né en 1902 à Orléans (Loiret) et mort le 22 janvier 1988 dans la même ville.
Il est conseiller général et exerce la fonction de président du conseil général du Loiret de 1964 à 1979.

## Biographie et mandats électifs
Issu d'une vieille famille d'entrepreneurs en bâtiment et d'architectes, président du Syndicat patronal départemental des entrepreneurs, conseiller municipal d'Orléans depuis 1947, Pierre Pagot s'inscrit dans la mouvance démocrate-chrétienne héritière du Sillon, et a appartenu au Mouvement républicain populaire. En dépit de cet engagement il est le seul président du Conseil général du Loiret à ne pas briguer de mandat parlementaire national.
Il devient président du Conseil général à 62 ans, le 18 mars 1964 alors qu'il y siège déjà depuis neuf ans : il est élu le 17 avril 1955 conseiller général du canton d'Orléans-Est.
Lors de son renouvellement en 1967, il ne l'emporte que d'une voix, à nouveau contre le conseiller général du canton de Châteauneuf-sur-Loire, Claude Lemaître-Basset. Le 18 mars 1970, il élargit sa marge de manœuvre, disposant d'une majorité de 18 votes contre 12 au docteur Grosbois. Sa désignation pour un quatrième mandat est encore plus nette avec 27 suffrages, contre 10 à Marcel Legras, successeur de Pierre Dézarnaulds dans le canton de Châtillon-sur-Loire.
Le principal cheval de bataille du président Pagot est la défense de l'aménagement de la Loire, qu'il met en œuvre de concert avec le préfet de région Paul Masson, en prenant la présidence de l'Institution interdépartementale pour la protection des quais de Loire, fondée en 1975 et qui édifie le barrage de Villerest.
Conseiller général sans interruption pendant 24 ans dont 15 ans à la présidence, il décède à 86 ans, le 22 janvier 1988. C'est lui qui suggère à la majorité départementale de faire du conseiller général du canton de Neuville-aux-Bois, Kléber Malécot, son successeur en 1979.